# Alfredo Santoyo
Santoyo  González est un nom espagnol. Le premier nom de famille, en général paternel, est Santoyo ; le second, en général maternel, souvent omis, est González.
José Alfredo Santoyo González, né le 15 avril 1995 à Lagos de Moreno, est un coureur cycliste mexicain. Il participe à des compétitions sur route et sur piste.

## Palmarès sur route

### Par année
- 2013
  -  Champion du Mexique du contre-la-montre juniors
  -  Médaillé de bronze du championnat panaméricain du contre-la-montre juniors
- 2014
  - 2e du championnat du Mexique du contre-la-montre espoirs
- 2015
  - 2e du championnat du Mexique du contre-la-montre espoirs
- 2016
  -  Champion du Mexique du contre-la-montre espoirs
  - 3e du championnat du Mexique sur route espoirs
- 2017
  -  Médaillé de bronze du championnat panaméricain sur route espoirs
- 2022
  - 2e étape de la Clásica Lunes del Cerro
  - 2e de la Clásica Lunes del Cerro
- 2024
  - Clásica de Aniversario Lagos de Moreno

### Classements mondiaux
| Année            | 2017 |
| ---------------- | ---- |
| UCI America Tour | 90e  |

## Palmarès sur piste

### Championnats du monde
- Hong Kong 2017
  - 18e du scratch[2]

### Championnats panaméricains
- Aguascalientes 2016
  -  Médaillé d'or du scratch